# Yas
Yas (Arabisch: جزيرة ياس) is een eiland in Abu Dhabi.
Het kunstmatig eiland heeft een oppervlakte van 2500 ha, waarvan 1700 hectare voor bebouwing. Het eiland bevat niet alleen het Yas Marina Circuit, waar sinds 2009 de Grand Prix Formule 1 wordt gereden; maar ook Warner Bros. World Abu Dhabi (een indoorthemapark van Warner Bros.), het Ferrari themapark Ferrari World Abu Dhabi, hotels waaronder het Yas Marina Hotel, een waterpretpark en de Yas Mall.
Yas werd uitgeroepen tot 's werelds grootste toeristisch project door World Travel Awards in november 2009.